# McMillan Firearms
McMillan Firearms (McMillan Firearms Manufacturing) — американський виробник зброї, найбільш відомий своєю далекобійною 12,7 мм (.50 BMG) снайперською гвинтівкою McMillan Tac-50, призначеною для ураження живої сили, вогневих засобів та легкоброньованої техніки противника.
Підприємство McMillan також виробляє снайперські гвинтівки Tac-338, Tac-300 і Tac-308, ALIAS Rifle System та мисливські рушниці.

## Історія
Компанія McMillan Firearms Manufacturing заснована Раяном Мак-Мілланом у 2007 році. У 2013 році McMillan Firearms придбала корпорація Strategic Armory, додавши виробничі потужності до свого мисливсько-тактичного підрозділу.
McMillan Firearms базується в місті Фінікс (штат Аризона), також має дистриб'юторський офіс в Йоганнесбурзі, ПАР.